# 波利修克
波利修克（羅馬化：Polishchuk，羅馬化：Polishchuk，羅馬化：Palishchuk）是乌克兰和白俄罗斯姓氏，与波列修克同源。著名人物包括：
- 米哈伊尔·波利修克，俄罗斯游泳运动员
- 伊万娜·波利修克，乌克兰陆军中士

|  | 本页或本分段罗列了姓氏为「波利修克」的人物。 如果是一个指代特定个人的内链将您引导到本页，請考慮修正該人物的名字以將链接指向正確的條目。 |